# Georges Rhigas
Georges Despotopoulos dit Rhigas (en grec moderne : Γεώργιος Δεσποτόπουλος, γνωστός ως Ρήγας), né le 18 décembre 1928 à Hanovre) est un peintre et lithographe grec vivant en France.

## Biographie
Georges Despotopoulos vient au monde dans un milieu artistique. Né le 18 décembre 1928 à Hanovre de parents grecs, il est le fils de Ioannis Despotopoulos (en), un architecte originaire de Chios. Bercé dans la contemplation d'icônes, il dessine dès l'âge de 5 ans. Il reste très attaché à ses racines insulaires, qui lui confèrent un fort esprit d'indépendance. Il est cousin du philosophe Konstantinos Despotopoulos (en). 
Après des études classiques au Collège américain d'Athènes, il expose pour la première fois dans la capitale grecque. Il adopte comme pseudonyme le surnom de Rhigas que sa mère lui a donné. Le British Council le choisit pour étudier les grands peintres du passé à la Royal Academy de Londres. De 1951 à 1954, il approfondit sa technique l'École nationale Supérieure des Beaux Arts de Paris auprès de Marcel Gromaire, Jacques Despierre et Maurice Brianchon. Sa carrière démarre par une exposition à Stockholm en 1957. En 1972-1973, il prend part à une commémoration organisée à Londres pour le centenaire de la naissance du philosophe pacifiste Bertrand Russel. Sa toile Le Prisonnier libéré est exposée sous le numéro 27.
En 1976, une exposition parisienne à la Galerie S. G. Alexander lui vaut la notoriété. L'année suivante, l'Union Latine d'Éditions lui confie les 140 illustrations d'un ouvrage de bibliophilie : La Danse macabre. Ce fac-similé de l'incunable publié à Paris en 1491 par Guyot Marchant s'accompagne d'une adaptation d'Anne-Marie et Jacques Yvon. La mise en images demande un an de travail.
Depuis, Rhigas a réalisé des lithographies et gravures publiées aux éditions Lavigne, Emilio Jacometti, C.D.O., Elestir et Alain Moreau.
En juin 2022, la revue Miroir de l'Art publie sa toile À la recherche de son maître dans son numéro hors série Свобода (liberté) sur l'Ukraine.

## Œuvre
Rhigas revendique une totale authenticité. Il admire depuis l'enfance l'architecture de l'Égypte antique. La lecture répétée du Libro dell'arte de Cennino Cennini l'a incité à peindre « a tempera ». De l'enluminure médiévale et des primitifs flamands, il retient une savante polychromie.
Empreint d'humanisme mais indépendant de tout mouvement artistique, soucieux du dessin autant que de la couleur, son art figuratif s'éloigne toutefois du réalisme : nourri d'une méditation préalable à l'exécution spontanée, il interprète le monde tangible dont il isole et transpose certains  éléments. À cet égard, on ne peut que rappeler l'affirmation de Léonard de Vinci pour qui l'art est  « cosa mentale », c'est-à-dire une chose de l'esprit.
Son inspiration éprise d'absolu, voire d'ascèse, puise à diverses sources :
- la métaphysique mêlée d'une spiritualité exempte de religiosité ;
- la nature et la mythologie grecques ;
- l'Orient et la guerre ;
- les spectres et sorcières...

De son abondante production, on peut extraire quelques titres :
- Sophie (lithographie, 1974)[8] ;
- Chimère aquatique (estampe, 1975)[9] ;
- Fin de l'été (estampe, 1975) ;
- La Danse macabre (Union Latine d'Éditions, 1977 - 140 lithographies, dont 11 en couleurs et 3 en double page)[10] ;
- La Représentation (lithographie, 1980).

### Citations
Rhigas résume ainsi sa démarche créatrice :
- « Je travaille dans mon atelier, sans aucune contrainte, à l’écart des courants artistiques dictés par l’esthétique industrielle et urbaine qui domine la scène actuelle. Seul contre tous à l’ère de la dérision générale. »

- « Spiritualiste sans référence religieuse. Figuratif irréaliste. J’élabore les formes après plusieurs étapes de dessin, m’écartant des apparences réalistes, terrain occupé par la photo. Rigueur et liberté. Je ne travaille donc pas pour un regard furtif. »

- « Je cherche à exprimer une réalité plus profonde, plus intense par un dessin irréaliste et des couleurs traduisant des formes transposées. Cette manière de voir et de travailler imprègne tous mes thèmes. Je suis donc un spiritualiste fort éloigné de l’académisme et je forge un style. »

- « Je ne peins pas un paysage d’après nature, je ne copie pas un site ou une vue, j’ai une tout autre approche. Après une longue et intense observation de cette nature, j’évoque un élément qui m’intéresse et qui m’exalte et je compose autour. Je réalise une composition très structurée où chaque élément est subordonné à l’ensemble dans un rythme unitaire et passionné, le tout précédé par plusieurs études et dessins. »

- « L’acte de sorcellerie crée un climat où domine l’étrange. Je traduis cette atmosphère en m’écartant des tonalités « solaires » normales. Je crée le crépuscule, le nocturne, ces deux éléments éphémères où les tonalités s’attirent, en poussant leur intensité les unes par rapport aux autres. Le dessin contribue également à créer ce climat en s’écartant de tout réalisme. »

### Expositions
Rhigas prend part à plusieurs expositions :
- Stockholm en 1957 - à titre individuel ;
- Galerie Régis Langloys à Paris[12] du 16 décembre 1971 au 28 février 1972 - L'hommage à la Nature ;
- Londres de décembre 1972 à janvier 1973 - en hommage au pacifisme du philosophe Bertrand Russel ;
- Musée de l'Athénée à Genève du 27 novembre au 20 décembre 1975 - Gravures originales des éditions Emilio Jacometti et Cie ;
- Galerie S. G. Alexander à Paris[13] du 11 mai au 30 juin 1976 - Abstractions figuratives, à titre individuel ;
- Galerie Jacques Boulan à Paris[14] du 3 au 31 mai 1979 - Dessins[15] ;
- Espace culturel Christiane Peugeot à Paris [16] du 16 décembre 2013 au 10 janvier 2014 - Découvertes de l'Œil Neuf ;
- Mairie du 16e arrondissement de Paris du 20 au 29 mai 2015 - Les Bibliques[17], une œuvre intense et singulière, à titre individuel, avec l'aide du journaliste Olivier de Rincquesen.

### Accueil critique
Plusieurs articles de presse saluent les créations de Rhigas :
- Les Arts[18] ;
- L'Amateur d'art (1977)[19] ;
- Arts et Loisirs (1977)[20] ;
- Journal du 16e (2015)[21] ;
- La Gazette Drouot (2015)[22] ;
- Beaux Arts Magazine (2015)[23] ;
- Arts Magazine (2015)[24].

« Pour lui la peinture est le prolongement des espaces recréés et imaginés par son âme, visions qu’il nourrit aussi par ses fantasmes et ses prémonitions ; son art est hors du temps avec pour cadre un Shangri-La coloré d'une atmosphère apotropaïque à valeur de symboles incantatoires, préparant une apocatastase qui aurait été définie par un Origène qui aurait troqué la rationalité pour une mystique de l’imaginaire. Rhigas ne se veut nullement peintre et pourtant il fait partie de la grande famille de ces artistes qui parviennent à rendre sensible l'essence impalpable de la réalité authentique (Les Arts, Frédéric Charmat, op. cit.) ».
« Les œuvres de maturité qu'il nous montre aujourd'hui, révèlent les vertus d'un talent singulier : ce sont, peintes à l'huile ou à la détrempe, des compositions où les formes et les couleurs, disposées pour produire de la lumière et non pas pour en faire l'analyse, sont soumises, discrètement, à un tracé régulateur dont il résulte une harmonie sans rapport direct avec celle des choses et des êtres tels qu'on les voit sous le soleil. C'est pour cela que ces compositions peuvent être qualifiées d'abstraites, puisque la géométrie y prédomine (sans ostentation) sur les aspects passagers du réel. On peut aussi, pourtant, les dire figuratives, puisque l'on y reconnaît, sous un jour inhabituel, des végétaux, des figures humaines, des animaux, toutes sortes d'éléments réalistes mais dont les formes et les couleurs sont modifiées pour être adaptées aux exigences générales du tableau : le visage de l'homme accuse une ressemblance avec le profil de l'oiseau ; l'un et l'autre sont imaginaires, ainsi que le jardin où la fleur semble rimer, en quelque sorte, avec les ornements de la fontaine. Bref, tout répond, dans ces compositions mystérieusement attachantes, à la volonté comme aux rêveries d'un peintre qui, par bonheur, est aussi un philosophe et un poète (Catalogue de l'exposition Abstractions figuratives, préface de Maximilien Gauthier) ».
« Ses œuvres racontent des histoires inspirées de son vécu, de l'impossible réversibilité du temps, de la mythologie, du mysticisme (Gazette Drouot, op.cit.) ».